# Steindl (Thalmässing)
Steindl ist ein Gemeindeteil des Marktes Thalmässing im Landkreis Roth (Mittelfranken, Bayern). Steindl liegt in der Gemarkung Stauf.

## Geographie
Das Dorf liegt rund viereinhalb Kilometer nordwestlich von Thalmässing. Der östlich entspringende Altbach durchfließt den Ort und mündet im benachbarten Gemeindeteil Ziegelhütte in die Roth. Der Ort hat seine dörfliche Struktur bewahrt, es gibt nur wenig Siedlungsbebauung.

## Geschichte
Steindl wurde 1270 erstmals urkundlich erwähnt. Der Name bedeutet wohl "kleiner Felsen".
Der ehemalige Gemeindeteil der Gemeinde Stauf wurde am 1. Juli 1971 im Zuge der Gemeindegebietsreform zusammen mit seinem Hauptort nach Thalmässing eingegliedert.

## Verkehr
Die den Ort durchquerende Kreisstraße RH 25 führt nach Eysölden und zur Staatsstraße 2225 Richtung Thalmässing.
Etwas abgesetzt vom Restort liegt im Nordwesten der ehemalige Bahnhof. An diesem vorbei verläuft der Gredl-Radweg auf einem stillgelegten Teilstück der Bahnstrecke Roth–Greding.